# Christophe Maé
Christophe Maé, właściwie Christophe Martichon (ur. 16 października 1975 w Carpentras, w regionie Prowansja-Alpy-Lazurowe Wybrzeże, w departamencie Vaucluse) – francuski piosenkarz.

## Życiorys
Dzięki ojcu muzykowi i miłośnikowi jazzu w wieku 6 lat rozpoczął naukę gry na skrzypcach, w wieku 12 lat na perkusji, a mając 16 na gitarze akustycznej i harmonijce.
Początkowo miał zostać cukiernikiem, ale szybko porzucił ten pomysł. Był też obiecującym sportowcem, jednak myśli o karierze przerwała choroba w wieku 16 lat. W latach 1993–1996 uczęszczał do konserwatorium Conservatoire de l’auditorium du Thor à Avignon, które ukończył z dyplomem Diplôme de Culture Musicale et Instrumentale (DCMI).
Od osiemnastego roku życia Christophe daje rocznie około 200 koncertów. Początkowo występował w tzw. piano bars na południu Francji, a gdy miał 22 lata wystąpił w programie telewizyjnym Graines de star. Po programie podpisał kontrakt z Warner, w wyniku czego nagrał kilka piosenek, m.in. „Sa danse donne”, „J’ai la aime”, współpracując z Zazie. W lutym 2004 za namową przyjaciół wziął udział w castingu do roli brata Ludwika XIV w musicalu Le Roi Soleil. Muzyk otrzymał tę rolę i w przedstawieniu grał od 22 września 2005. Pierwszy solowy album Christophe’a „Sa danse donne” ukazał się w 2006.

## Życie prywatne
Ze związku z Nadège Sarron ma dwóch synów: Julesa (ur. 2008) i Marcela (ur. 2013). Christophe Maé ostatecznie oświadczył się Nadège w 2016 poprzez swoją piosenkę „Ballerine”. Para pobrała się 29 czerwca 2017 w Porto-Vecchio.

## Dyskografia

### albumy
- 2006: Sa danse donne

1. Je la aime
2. Sa danse donne
3. En ton nom
4. Quitte à être seul
5. Daisy
6. Tout ce temps qui passe
7. Partir
8. Pardonne moi
9. Ma peine capitale
10. Laurine

- 2007: Mon paradis

1. On s’attache
2. Mon paradis
3. Belle demoiselle
4. Parce qu’on ne sait jamais
5. Ça fait mal
6. L’art et la manière
7. C’est ma terre
8. Maman
9. Ma vie est une larme
10. Va voir ailleurs
11. Mon père spirituel
12. Spleen

- 2008: Comme à la maison – zapis koncertu, który miał miejsce na plaży Santa Giulia na Korsyce.

1. Mon Paradis
2. Ma Vie Est Une Larme
3. Va Voir Ailleurs
4. On S’attache
5. Ça Fait Mal
6. Belle Demoiselle
7. Maman
8. Mon P’tit Gars
9. J’ai Pas Le Sou
10. Sa Danse Donne
11. Mon Père Spirituel
12. Tribute To Bob Marley
13. Parce Qu’On Sait Jamais
14. C’Est Ma Terre

- 2010: On trace la route

1. Dingue, dingue, dingue
2. J’ai laissé
3. Pourquoi c’est beau...
4. J’ai vu la vie
5. Nature
6. On trace la route
7. La Rumeur
8. Je me lâche
9. Ne m’abandonne pas
10. Donald dans les docks
11. Manon

- 2013: Je veux du bonheur

1. Je veux du bonheur
2. Ma douleur, ma peine
3. Tombé sous le charme
4. Charly
5. La poupée
6. À l'abri
7. L'automne
8. Ma jolie
9. Ne t'en fais pas
10. L'Olivier
11. It's only mistery

- 2016: L'attrape-rêves

1. L'attrape-rêves
2. La parisienne
3. Californie
4. Il est où le bonheur
5. Les amis
6. Marcel
7. Lampedusa
8. La vallée des larmes
9. 40 ans demain
10. Ballerine

### single
- 2007: On s’attache
- 2007: Parce qu’on sait jamais
- 2008: Ça fait mal
- 2007: Ça marche (z musicalu Le Roi Soleil)
- 2008: Belle demoiselle
- 2008: C’est ma Terre
- 2008: Mon p’tit Gars
- 2008: Ma vie est une larme
- 2010: Dingue, dingue, dingue
- 2010: J’ai laissé
- 2010: Je me lâche